# Unfinished Business (Arrow)
Unfinished Business es el décimo noveno episodio de la primera temporada de la serie estadounidense de drama y ciencia ficción, Arrow. El episodio fue escrito por Bryan Q. Miller y Lindsey Allen, y dirigido por Michael Offer y fue estrenado el 3 de abril de 2013 en Estados Unidos por la cadena CW. En Latinoamérica, Warner Channel estrenó el episodio el 22 de abril de 2013.
Después de salir de fiesta y consumir drogas, una chica muere violentamente, lo que lleva a creer a Oliver que "El Conde" está de regreso y recuerda su entrenamiento en la isla con Slade y Shado.

## Argumento
Después de una chica muere por el uso de una nueva versión de Vértigo, Oliver se dispone a interrogar al Conde y a acabar con quién está vendiendo drogas en Los Glades. Oliver determina rápidamente que El Conde ha perdido la cabeza por la sobredosis de vértigo que recibió tiempo atrás. Cuando en los noticieros informan que El Conde escapó de la institución mental donde estaba recluido poco después de que el vigilante se fuera, Oliver sospecha que sólo estaba fingiendo su enfermedad mental.
Mientras tanto, el Detective Lance descubre conexiones entre Tommy y el vértigo, y trata de descubrir la verdad, creando tensión entre Laurel y él. Tommy finalmente renuncia al club después de darse cuenta de que Oliver no confía en él y le pide a Malcolm un puesto de trabajo. Felicity aísla un compuesto anti-psicótico en la droga y Oliver se da cuenta de que el psiquiatra del Conde es quien de verdad está detrás del resurgimiento del vértigo. Más tarde, Oliver decide ayudar a Diggle a rastrear Deadshot y tomar venganza por la muerte de su hermano.
En un flashback, Shado, la hija de Yao Fei, comienza a entrenar a Oliver a usar el arco.

## Elenco
- Stephen Amell como Oliver Queen.
- Katie Cassidy como Dinah Laurel Lance.
- Colin Donnell como Tommy Merlyn.
- David Ramsey como John Diggle.
- Willa Holland como Thea Queen. (crédito solamente)
- Susanna Thompson como Moira Queen. (crédito solamente)
- Paul Blackthorne como el detective Quentin Lance.

## Continuidad
- Es el sexto episodio en el que un personaje principal está ausente.

- Es el primero en el que dos personajes principales están ausentes en un mismo episodio.
- Es también el segundo episodio en el que Thea Queen está ausente y el primero en el que Moira Queen no aparece.

- "El Conde" fue visto anteriormente en Vertigo.
- Lucas Hilton fue visto anteriormente en Betrayal.
- Carly Diggle fue vista anteriormente en Dodger.
- El episodio marca la primera aparición de Lyla Michaels

- Es el primer episodio en donde la organización A.R.G.U.S. es mencionada.

- El episodio marca también la única aparición del Dr. Webb.
- El Dr. Webb  se convierte en la sexta persona en conocer la verdadera identidad de El Vigilante, siendo John Diggle (Lone Gunmen), Derek Reston (Legacies), Helena Bertinelli (Muse of Fire), Felicity Smoak (The Odyssey) y Tommy Merlyn (Dead to Rights) las primeras cinco.

- Derek Reston y el Dr. Webb son los únicos de este grupo que han fallecido.
- Quentin Lance es originalmente la segunda persona en conocer la verdadera identidad del encapuchado, pero logra ser confundido cuando Diggle se disfraza de El Vigilante mientras Oliver permanece arrestado en su casa (An Innocent Man).

- Una nueva y más dañina versión de Vértigo aparece.
- Shado se convierte en la tercera mentora de Oliver, siendo Yao Fei y Slade Wilson los dos primeros.

## Desarrollo

### Producción
La producción de este episodio comenzó el 12 de febrero y terminó el 20 de febrero de 2013.

### Filmación
El episodio fue filmado del 21 de febrero al 4 de marzo de 2013.

## Recepción

### Recepción de la crítica
Jesse Schedeen de IGN calificó al episodio de grandioso y le otorgó una puntuación de 8.4, comentando: "Unfinished Business es un sólido episodio de Arrow gracias a Tommy Merlyn y el giro en el regreso de El Conde", pero resalta la falta de desarrollo del villano de la semana "Mi único problema con este giro de los acontecimientos fue que el médico resultó ser el típico villano que no tiene motivos para la villanía, aparte de un vago deseo de dinero".

### Recepción del público
El episodio fue visto por 2.92 millones de espectadores, recibiendo 0.9 millones entre los espectadores entre 18-49 años.